# Пасађо (Перуђа)
Пасађо је насеље у Италији у округу Перуђа, региону Умбрија.
Према процени из 2011. у насељу је живело 1106 становника. Насеље се налази на надморској висини од 188 м.